# Patrick Facchini
Patrick Facchini, nacido el 28 de enero de 1988 en Trento (Italia), es un exciclista profesional.
Para la temporada 2013, el Androni Giocattoli-Venezuela, de categoría Profesional Continental le firmó para una temporada dando así el salto al profesionalismo después de una exitosa temporada con el equipo Casati MI-Impianti.

## Infracción de las normas antidopaje
Facchini dio positivo por tuaminoheptano en el Tour de Bélgica el 30 de mayo de 2014 y, posteriormente, la UCI le impuso una suspensión de 10 meses para practicar deportes. Su contrato con Androni Giocattoli–Venezuela fue rescindido.

## Palmarés
2012
- Trofeo Franco Balestra
- Trofeo Zssdi
- 1 etapa del Giro delle Valli Cuneesi nelle Alpi del mare (Faule-La Morra d'Alba)

## Equipos
- Androni Giocattoli (2013-2014